# Río Yauca
Der Río Yauca, im Ober- und Mittellauf Río Sangarara und Río Lampalla, ist ein etwa 176 km langer Zufluss des Pazifischen Ozeans im Südwesten von Peru in den Verwaltungsregionen Ayacucho und Arequipa.

## Flusslauf
Der Río Yauca entspringt im Anden-Hochland 10 km westlich des Cerro Comulla (5147 m) auf einer Höhe von etwa 4470 m. Das Quellgebiet liegt im Norden der Provinz Parinacochas (Region Ayacucho). Der Río Yauca fließt anfangs in überwiegend südlicher Richtung durch das Bergland. Dabei verläuft er zwischen den Flusskilometern 160 und 67 entlang der Grenze zur weiter westlich gelegenen Provinz Lucanas. Bei Flusskilometer 140 liegt der See Anascocha am Flusslauf. Dieser wird seit Anfang der 2000er Jahre zu Bewässerungszwecken durch die Talsperre Ancascocha aufgestaut. Etwa 12 km flussabwärts liegt die Provinzhauptstadt Coracora 2 km östlich des Flusslaufs. Der Río Yauca wendet sich ab Flusskilometer 120 in Richtung Westsüdwest. Er durchschneidet die peruanische Westkordillere. Ab Flusskilometer 67 fließt der Río Yauca nach Südwesten und schließlich in Richtung Südsüdwest. Ein etwa 12 km langer Flussabschnitt liegt innerhalb der Provinz Lucanas. Auf seinen letzten knapp 50 Kilometern durchquert der Fluss die wüstenhafte Küstenregion der Provinz Caravelí (Region Arequipa). Etwa 20 km weiter westlich verläuft der Río Acarí annähernd parallel zum Unterlauf des Río Yauca. Die Ortschaften Jaqui und Yauca liegen am Unterlauf des Río Yauca. Dort wird bewässerte Landwirtschaft betrieben. Die Panamericana (Nationalstraße 1S) kreuzt den Río Yauca 4 km oberhalb dessen Mündung ins Meer. Der Fluss endet gewöhnlich in einer Lagune, die nur bei starker Wasserführung mit dem Meer verbunden ist.

## Einzugsgebiet und Hydrologie
Der Río Yauca entwässert ein Areal von etwa 4340 km², wovon 3763 km² innerhalb der Region Ayacucho liegen. Das Einzugsgebiet des Río Yauca grenzt im Westen an das des Río Acarí, im Norden an das des Río Pampas, im Osten an das des Río Ocoña  sowie im Südosten an das des Río Chala. Das Flusssystem wird hauptsächlich von Niederschlägen gespeist, die zwischen Januar und April in den höheren Lagen des Einzugsgebietes fallen. Der mittlere Abfluss liegt bei 16,2 m³/s.